# Yosuke Mori
Yosuke Mori (森 洋介 Mori Yosuke?), född 25 juli 1985 i Kagoshima prefektur, är en japansk före detta fotbollsspelare.
Mori började sin karriär 2008 i FC Gifu. Efter FC Gifu spelade han för Volca Kagoshima. Han avslutade karriären 2012.